# Paralympische sport

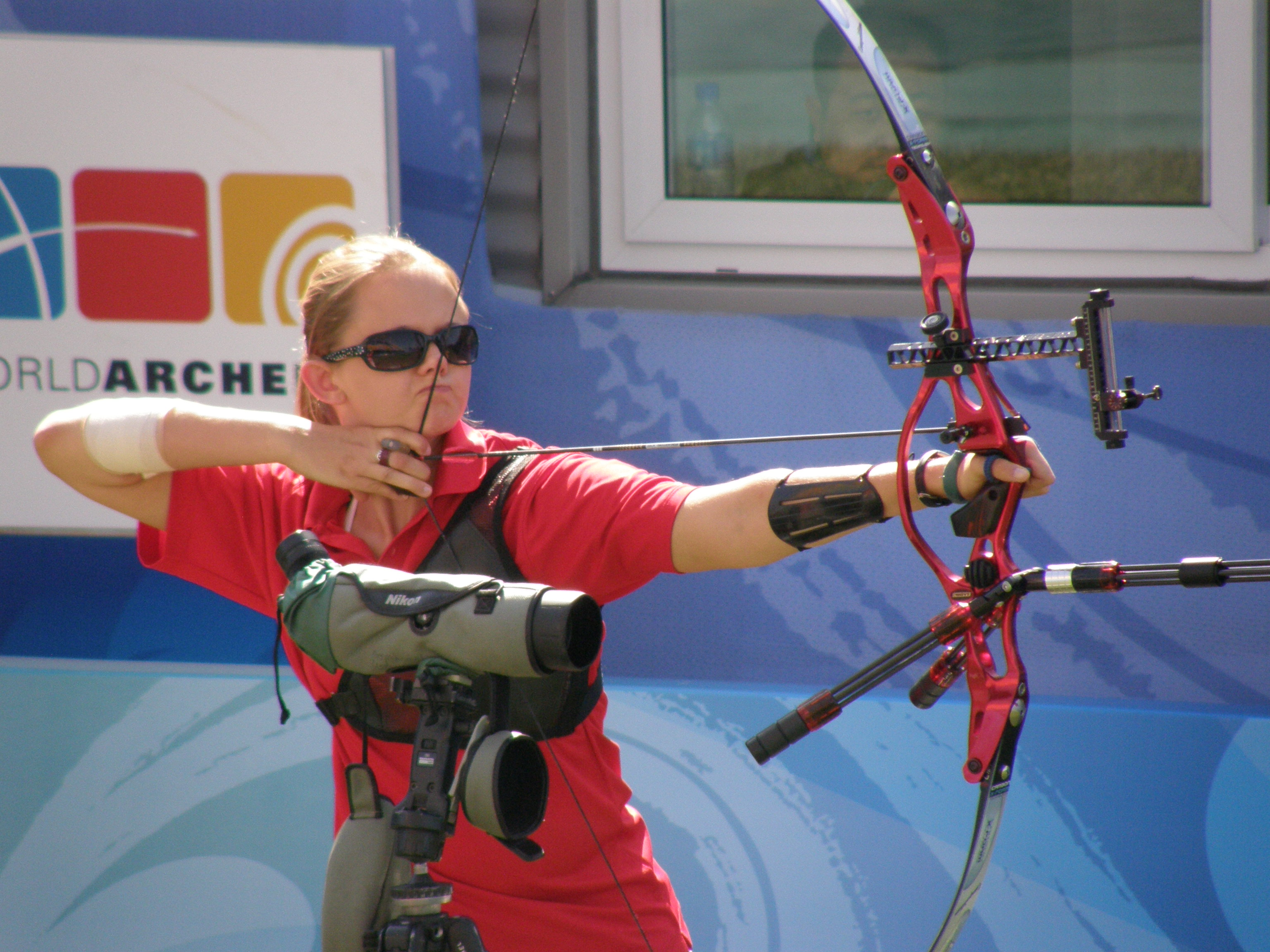
Boogschieten

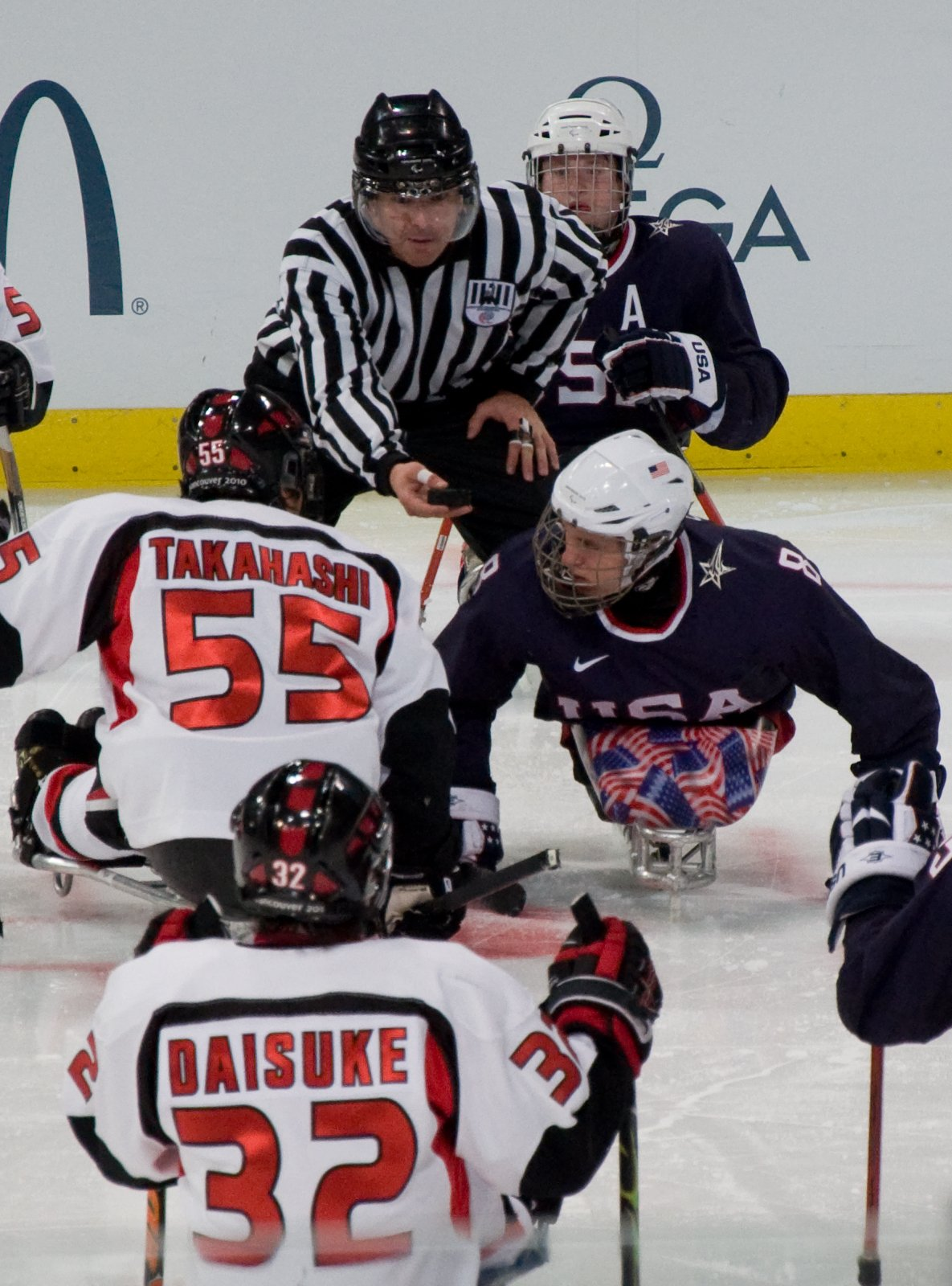
Sledgehockey

Een paralympische sport is een sport die voorkomt bij, of ooit deel heeft uitgemaakt van de Paralympische Spelen. Er wordt onderscheid gemaakt tussen paralympische zomersporten, die deel uitmaken van de Paralympische Zomerspelen, en paralympische wintersporten, die deel uitmaken van de Paralympische Winterspelen.

## Sporten
Tijdens de Paralympische Spelen zijn er meer onderdelen dan tijdens de Olympische Spelen. Zo waren er bij de Paralympische Zomerspelen 2012 in Londen 503 onderdelen, terwijl er bij de Olympische Zomerspelen van datzelfde jaar 'maar' 302 waren. Dit verschil komt vooral door de verschillende classificaties. Een voorbeeld: er waren tijdens de Olympische Spelen in Londen twee 100 meters bij atletiek; een voor mannen en een voor vrouwen. Bij de Paralympische Spelen in Londen waren er alleen al voor mannen vijftien 100 meters bij atletiek. Daar komen de klassen voor de vrouwen dus nog bij. Voor veel verschillende handicaps is namelijk een aparte klasse.
In de volgende uitleg staan de classificaties gebruikt tijdens de Paralympische Zomerspelen 2012. Hierbij geldt in elke sport: hoe lager het getal, hoe groter de impact van de handicap voor de sporter. Wel is het zo dat een 20-klasse geheel anders is dan een 11-klasse. Hieronder volgt nadere uitleg:

### Atletiek
In de atletiek zijn de verschillende classificaties voorzien van een letter gevolgd door cijfers. Qua letters heb je de T de F en de P. Deze staan respectievelijk voor Track (baan), Field (veld) en Pentathlon (meerkamp). De cijfers staan voor de soort handicap.
- 11 t/m 13 staan voor blinden en slechtzienden. Zij mogen de hulp van een gids gebruiken die wel kan zien. Voor de 11-klasse geldt dat ze geheel blind zijn of met een blinddoek lopen.
- 20 staat voor verstandelijk gehandicapten.
- 31 t/m 38 staan voor hersenverlammingen. De klassen 31 t/m 34 rijden met een wheeler rolstoel.
- 40 staat voor ‘Les Autres’. Dit zijn bijvoorbeeld mensen met dwerggroei of met MS.
- 42 t/m 46 staan voor amputees (mensen met één of meerdere amputaties).
- 51 t/m 58 staan voor handicaps aan het ruggenmerg. In deze klassen wordt gereden met een wheeler rolstoel.

### Blindenvoetbal
In het blindenvoetbal (ook wel voetbal 5-a side) moet iedereen blind zijn of blind gemaakt zijn, door middel van blinddoeken. Er wordt gespeeld met een bal waarin een geluidje in zit, waardoor het publiek stil moet zijn. Achter het doel staat iemand aanwijzingen te schreeuwen zodat de spelers weten waar ze heen moeten. Alleen de keepers mogen wel kunnen zien. Voor de spelers is er verder geen aparte klasse, zoals die er wel bij het rolstoelbasketbal is.

### Boogschieten
In het boogschieten maken ze een verschil tussen staand schieten en in een rolstoel zitten. De boogschutters die in een rolstoel zitten komen uit in de W-klasse, de staanden zijn de ST-klasse. In de rolstoelklassen heb je dan weer twee verschillende classificaties:
- De 1-klasse Hierin doen atleten mee met handicaps aan de arm, been en bovenlichaam.
- De 2-klasse. Hierin doen atleten mee met handicaps aan de benen en bovenlichaam.

Je krijgt dan bijvoorbeeld de W1-klasse. In de staande klasse zijn er geen 'subklassen'.

### Boccia
In het boccia wordt er gespeeld in vier klassen. Deze worden aangeduid met een cijfer, die achter de letters 'BC' staat.
- BC1 staat voor hersenverlammingen. De spelers gebruiken hun handen en voeten en worden geholpen door een assisent.
- BC2 staat voor hersenverlammingen. De spelers gebruiken hun handen en worden niet geholpen door een assisent.
- BC3 staat voor hersenverlammingen of andere onbekwaamheden. De spelers gebruiken een helling om de bal te controleren en worden geholpen door een assistent.
- BC4 staat voor andere onbekwaamheden. De spelers gebruiken hun handen en worden niet geholpen door een assistent.[5]

### CP-voetbal
In het CP-voetbal (ook wel voetbal 7-a sids) wordt elke speler ingedeeld in een classificatie. Dit zijn vier verschillende classificaties, bestaande uit vier cijfers. Dit cijfer komt na de letter 'C'.
- C5 staat voor spelers die de grootste impact hebben van hun handicap tijdens het spelen en er veel last mee hebben tijdens het lopen of rennen.
- C6 staat voor spelers met een handicap die de controle en coördinatie van hun armen beïnvloedt.
- C7 staat voor spelers met een handicap die één arm en één been beïnvloedt, mits het aan één kant van het lichaam is.
- C8 staat voor spelers met de minste impact van hun handicap tijdens het spelen. Denk hierbij aan spelers met plotselinge spiersamentrekkingen.

Om het zo eerlijk mogelijk te houden moet elk team minimaal één speler uit de C5 en C6-klasse op het veld hebben staan. Daarnaast mag een team maar maximaal twee spelers uit de C8 tegelijkertijd op het veld hebben staan.

### Goalball
Voor het goalball wordt elke speler geblinddoekt, om er zeker van te zijn dat de speler niets meer kan zien. Verder zijn er geen speciale classificaties in het goalball.

### Judo
In het judo zijn er geen aparte onderdelen waarin atleten uitkomen. Er wordt, net als bij de Olympische Zomerspelen, gespeeld in klassen na gewicht. Echter, de judoka's krijgen wel een klasse toegedeeld. Zo is er de B1, B2 en B3-klasse. B1 is voor blinde judoka's, waar B2 en B3-judoka's andere graden hebben van slechtziendheid. Judoka's in de B1 klasse hebben een rode cirkel op het pak staan. Judoka's die zowel doof als slechtziend zijn hebben een blauwe cirkel. Dit is voor de scheidsrechters zodat ze niet voor iedereen dezelfde straffen kunnen geven. Bijvoorbeeld: De scheidsrechter zullen niet iemand straffen uit de B1-klasse die uit de cirkel is gestapt, waar voor judoka's uit de B2 en B3 dat wel kan gebeuren. Zij kunnen immers de mat zien. Zoals vermeld, een B1 judoka kan spelen tegen een B3 judoka.

### Paardensport
In de paardensport worden de handicapklasses grades genoemd. Er zijn er vijf:, II, III, IV en V. In grade I komen de sporters uit met de zwaarste handicaps/beperkingen. Sporters in grade V hebben lichte beperkingen, die soms voor een buitenstaander haast niet zichtbaar zijn.
- Grade I: sporters met ernstige beperkingen in alle ledematen en de romp. Sporters zijn meestal rolstoel gebruikers, sommigen kunnen wel lopen, maar hebben romp en balansproblemen.
- Grade II: Voornamelijk rolstoel gebruikers met zeer beperkte romp- en beenfunctie, maar met een licht beperkte arm functie of sporters met een matige beperking in romp en alle vier de ledematen.
- Grade III: Sporters met een ernstige beperking in beide benen maar met een redelijke goede rompbalans en sporters die matige  functiebeperkingen hebben in een arm, een been  en de romp. Veel sporters zijn rolstoelgebruikers.
- Grade IV: sporters in deze grade hebben met ernstige beperkingen in twee ledematen of een matige beperking in alle vier ledematen en de romp. De meeste sporters in deze grade kunnen lopen en zijn in het dagelijks leven geen rolstoelgebruiker. In deze grade rijden ook blinde ruiters en volwassenen kleiner dan 129 cm.
- Grade V: sporters met lichte tot ernstige beperking in één ledemaat of een lichte beperking in twee of vier ledematen. In deze grade rijden ook slechtzienden .

Net als bij de Olympische Zomerspelen wordt er gemengd gerreden. Dat wil zeggen: mannen en vrouwen door elkaar. Wel heeft elke klasse qua handicap zijn eigen onderdelen. In grade I worden de proeven alleen in stap gereden, in grade II en III in stap en draf. Hun proeven worden verreden in een rijbaan met de afmetingen 20x40m. Een trainer of andere ruiter mag het paard (een deel van) de training en warming up geven op wedstrijden. In grade IV en V worden ook galoponderdelen vereist. Deze combinaties rijden in een rijbaan van 20x60m en de paarden mogen niet door derden worden gereden op wedstrijden. 

### Powerliften
In het powerliften, ook wel bankdrukken genoemd, zijn er geen classificaties. De atleten komen uit in een klasse naar gewicht, net als bij het gewichtheffen op de Olympische Spelen.

### Roeien
In het roeien zijn er drie verschillende klassen, die elk één onderdeel hebben. Zo is er voor de AS-klasse de skiff, roeiers in de TA-klasse hebben de dubbeltwee en voor de LTA-klasse is er de vier-met-stuurman.
- AS staat voor roeiers die de boot alleen kunnen sturen met hun armen en schouders. De AS-klasse komt uit in de skiff-klasse, die er voor zowel de mannen als de vrouwen is.
- TA staat voor roeiers die de boot kunnen sturen met hun armen, romp en schouders. De TA-klasse komt uit in het gemengde dubbeltwee onderdeel. Er moet één man en één vrouw in de boot zitten.
- LTA staat voor roeiers met een handicap die het besturen van de boot beïnvloedt, maar ze kunnen wel hun benen, romp en armen gebruiken om de boot te besturen. De LTA-klasse komt uit in de vier-met-stuurman. De ploeg moet bestaan uit twee vrouwen en twee mannen. In de boot mogen er maximaal twee slechtzienden zitten. De stuurman hoeft geen handicap te hebben.[11]

### Rolstoelbasketbal
In het rolstoelbasketbal krijgt elke speler en speelster een classificatie van 1,0 tot en met 4,5, steeds oplopend met 0,5. Lager betekent een hogere mate van onbekwaamheden. De som van alle ratings van de spelers op het veld mag niet meer zijn dan 14.

### Rolstoelrugby
In het rolstoelrugby krijgt elke speler en speelster een classificatie van 0,5 tot en met 3,5, steeds oplopend met 0,5. Lager betekent een hogere mate van onbekwaamheden. De som van alle ratings van de spelers op het veld mag niet meer zijn dan 8. Omdat het rolstoelrugby op de Paralympische Zomerspelen een gemengd onderdeel is mogen er ook vrouwen opgesteld worden. Voor elke vrouw in het veld mag de som van spelers in het veld met 0,5 verhoogd worden. Dus voor twee vrouwen in het veld mag de som van alle spelers in het veld niet meer dan 9 zijn.

### Rolstoelschermen
Er zijn twee classificaties in het rolstoelschermen. De A-categorie en de B-categorie.
- A-categorie staat voor schermers waarbij de arm waarmee ze schermen niet wordt beïnvloed door de handicap en ze een goede beheersing hebben over hun romp.
- B-categorie staat voor schermers waarbij de romp of arm waarmee ze schermen wel wordt beïnvloed door de handicap.[14]

### Rolstoeltennis
In het rolstoeltennis zijn er twee klassen. De open en de quad-klasse. De Open klasse is voor atleten met een handicap aan één of twee benen, maar die niet de handen of armen beïnvloeden. De Quad klasse is voor atleten met een handicap die de armen en benen beïnvloed en niet in staat zijn om de rolstoel en racket te bewegen zoals bij de Open-klasse. De Quad klasse is een gemengd onderdeel. Vrouwen en mannen kunnen tegen elkaar spelen.

### Schietsport
In de schietsport zijn er twee verschillende classificaties. Je hebt de SH1 en de SH2 klasse.
- SH1 staat voor schutters die geen stellage nodig hebben voor het wapen. Zij schieten met een geweer of een pistool.
- SH2 staat voor schutters die een stellage nodig hebben om het gewicht van het vuurwapen te ondersteunen. Schutters uitkomend in deze klasse schieten alleen met een geweer.[16]

### Tafeltennis
In het tafeltennis zijn er elf klassen, ingedeeld in drie verschillende klassen. In de verschillende klassen geldt, hoe lager het klasse hoe groter de impact van de handicap.
- 1 t/m 5 staan voor atleten met een lichamelijke beperking die de benen beïnvloeden en spelen in een rolstoel.
- 6 t/m 10 staan voor atleten met een lichamelijke beperking, maar kunnen wel staand spelen.
- 11 staat voor verstandelijk gehandicapten.[17]

### Wielrennen
In het wielrennen zijn de classificaties verdeeld in vier verschillende klassen, genoemd door middel van één letter. Dit zijn de B, de H, de T en de C. 
- De B staat voor blinde en slechtziende wielrenners. Zij maken gebruik van een tandem, met voorop een piloot die wel kan zien.
- De C staat voor wielrenners die een gewone fiets gebruiken. Zij hebben een beperking aan de benen, armen en/of romp.
- De H staat voor wielrenners die gebruikmaken van een handbike. Het gaat om wielrenners met een beperking die de benen beïnvloedt.
- De T staat voor wielrenners die gebruikmaken van een driewieler. Het gaat om wielrenners met een beperking die de balans beïnvloedt.

Voor de C, H en T geldt dat die gevolgd worden door een nummer. Achter de C kan een 1, tot en met de 5 komen. Achter de H is het minimum een 1, het maximum een 4 en achter de T kan een één of een twee komen. Hoe lager het nummer, hoe hoger de impact van handicap.De verschillende classificaties gelden zowel voor het baanwielrennen als het wegwielrennen.

### Zeilen
Er zijn drie onderdelen in het zeilen. Elk onderdeel is voor zeilers en zeilsters met een bepaalde handicap. Er is een Single-persoons, Twee-persoons en Drie-persoons keelboot. 
- Voor de drie-persoons keelboat krijgt iedereen van de crew een cijfer van 1 tot en met 7, gebaseerd op de impact van de handicap. Hoe lager de score, hoe groter de impact is van de impact en hoe meer moeite hij of zij heeft om taken uit te voeren op de boot. Totaal mag de som van de drie-persoons keelboot niet meer zijn dan 14.
- Voor de twee-persoons keelboat moet de crew bestaan uit één iemand uitkomend in de TPA klasse en één iemand uit de TPB klasse. Voor iemand uit de TPA klasse geldt dat hij/zij meer hinder ondervindt van de handicap dan iemand uit de TPB klasse.
- Voor de single-persoons keelboat geldt dat de zeiler of zeilster niet boven de 7-klasse mag uitkomen.

Het zeilen op de Paralympische Spelen is een gemengde sport, maar het is niet verplicht om in een twee of drie-persoons keelboat zowel vrouwen als mannen op te nemen.

### Zitvolleybal
Er zijn geen aparte classificaties in het zitvolleybal. Wel krijgt elke volleyballer een D of een MD. Hierin staat D voor invalide en MD voor minder invalide. Bij D heeft de handicap een grotere impact dan bij MD. Tijdens een wedstrijd mag een team maximaal één speler met MD op het veld hebben.

### Zwemmen
In het zwemmen zijn de classificaties onderverdeeld in drie klassen.
- 1 t/m 10 staan voor zwemmers met lichamelijke beperkingen. Hoe lager het getal, hoe hoger de impact.
- 11 t/m 13 staan voor blinde en slechtziende zwemmers. Zwemmers uitkomend in de 11-klasse hebben zeer weinig of geen zicht, waar zwemmers uit de 13-klasse wat meer kunnen zien.
- 14 staat voor verstandelijk gehandicapte zwemmers.

Het cijfer volgt na een letter, of lettercombinatie. Deze geeft puur het zwemonderdeel aan. De S wordt gebruikt voor de onderdelen in de vrije slag, de rugslag en de vlinderslag. De SB wordt gebruikt voor de schoolslag en de SM wordt gebruikt voor de wisselslag.

### Opmerkingen
Opgemerkt moet worden dat het mogelijk dat er meerdere klassen door elkaar heen sporten. Zo deed in de 100 meter atletiek T44 de Nederlandse Marlou van Rhijn mee. Zij komt uit in de T43-klasse, maar omdat ze de enige was deed ze met een klasse hoger mee. Hiervoor zijn er geen (tijd)correcties, ook niet in andere sporten. Ook is het mogelijk dat er een onderdeel is bestaande uit twee of zelfs drie klassen. Een voorbeeld is het kogelstoten F54/55/56. Hierin zijn er wel correcties. In het voorbeeld wordt de gooi in meters omgerekend naar een aantal punten. Iemand in de F54 hoeft daardoor minder verder te gooien dan iemand in de F56-klasse.

## Zomersporten
- Atletiek
- Bankdrukken (sinds 1964)
- Basketbal
- Blindenvoetbal (sinds 2004)
- CP-voetbal (van 1984 tot 2016)
- Boccia (sinds 1984)
- Boogschieten
- Dartchery (van 1960 tot 1980)
- Gewichtheffen (van 1964 tot 1992)
- Goalball (sinds 1980)
- Judo (sinds 1988)
- Koersbal (van 1968 tot 1996, niet in 1992)
- Paardensport (sinds 1996)
- Roeien (sinds 2008)
- Rugby (sinds 2000)
- Schermen
- Schietsport (sinds 1976)
- Snooker (van 1960 tot 1988, niet in 1980)
- Tafeltennis
- Tennis (sinds 1992)
- Volleybal (sinds 1976)
- Wielersport (sinds 1988)
- Worstelen (van 1980 tot 1984)
- Zeilen (van 2000 tot 2016)
- Zwemmen

## Wintersporten
- Alpineskiën
- Biatlon (sinds 1988)
- Langlaufen
- Priksleeën (van 1980 tot 1998, niet in 1992)
- Rolstoelcurling (sinds 2006)
- Sledgehockey (sinds 1994)